# Lepsy (ort i Kazakstan)
Lepsy (kazakiska: Lepsi) är en ort i Kazakstan.   Den ligger i oblystet Almaty, i den östra delen av landet, 800 km sydost om huvudstaden Astana. Lepsy ligger 401 meter över havet och antalet invånare är 5 350.
Terrängen runt Lepsy är platt.  Trakten runt Lepsy är nära nog obefolkad, med mindre än två invånare per kvadratkilometer. Det finns inga andra samhällen i närheten. Trakten runt Lepsy består i huvudsak av gräsmarker.